# Окніца-Церань
Окніца-Церань (рум. Ocnița-Țărani) — село в Оргіївському районі Молдови. Входить до складу комуни, адміністративним центром якої є село Зоріле.

## Населення
За даними перепису населення 2004 року у селі проживали 59 осіб.
Національний склад населення села:
| Національність       | Кількість осіб | Відсоток |
| -------------------- | -------------- | -------- |
| молдавани            | 58             | 98,3%    |
| інша / без відповіді | 1              | 1,7%     |
| Всього               | 59             | 100%     |